# Arvika stad
Denna artikel handlar om den tidigare kommunen Arvika stad. För orten se Arvika, för dagens kommun, se Arvika kommun.
Arvika stad var en tidigare kommun i Värmlands län.

## Administrativ historik
Arvika stad tillkom 1911 som en ombildning av Arvika köping. Arvika landskommun inkorporerades till en del, innefattande Haga municipalsamhälle, 1922 och helt 1944. 1971 gick staden upp i den då nybildade Arvika kommun.
I likhet med andra under 1900-talet inrättade stadskommuner fick staden inte egen jurisdiktion utan fortsatte att ligga under landsrätt.
Arvika stadsförsamling ombildades 1944 till Arvika östra församling, medan Arvika landsförsamling blev Arvika västra församling.
1 januari 2016 inrättades distriktet Arvika stadsdistrikt, med samma omfattning som staden hade före 1944.

### Sockenkod
För registrerade fornfynd med mera så återfinns staden inom ett område definierat av sockenkod 2116 som motsvarar den omfattning staden hade kring 1950, då landskommunen inkorporerats, vilket innebär att sockenkoden också används för Arvika socken.

## Stadsvapnet
Blasonering: En häst av silver på blått fält, bestrött med kugghjul av samma metall.
Arvika kommunvapen fastställdes för Arvika stad 1918. Hästen kommer troligen från en utställning i Arvika 1911. Det registrerades hos PRV 1974.

## Geografi
Arvika stad omfattade den 1 januari 1952 en areal av 193,55 km², varav 158,10 km² land.

### Tätorter i staden 1960
| Tätort    | Folkmängd |
| --------- | --------- |
| Arvika    | 11 853    |
| Jössefors | 678       |

Tätortsgraden i staden var den 1 november 1960 79,0 procent.

## Politik

### Mandatfördelning i valen 1919–1966
| 4 | 8 | 8 | 6 |

| 23 |

| 2 | 8 | 10 | 10 |

| 26 |

|  | 9 | 8 | 12 |

| 27 |

| 4 | 10 | 8 | 8 |

| 28 |

|  | 11 | 2 | 7 | 9 |

| 28 |

|  | 12 | 3 | 7 | 7 |

| 29 |

| 3 | 14 | 2 | 6 | 5 |

| 26 |

| 4 | 15 | 6 | 5 |

| 27 |

| 11 | 15 |  | 9 | 4 |

| 36 |

| 3 | 21 |  | 12 | 3 |

| 34 | 6 |

| 3 | 21 |  | 10 | 5 |

| 36 |

| 3 | 20 | 2 | 8 | 7 |

| 37 |

| 3 | 23 | 2 | 8 | 4 |

| 36 |

| 4 | 19 | 3 | 9 | 5 |

| 36 |